# Sceliacantha quadrispinosa
Sceliacantha quadrispinosa är en stekelart som beskrevs av Alan Parkhurst Dodd 1913. Sceliacantha quadrispinosa ingår i släktet Sceliacantha och familjen Scelionidae. Inga underarter finns listade i Catalogue of Life.